# Інцидент із зґвалтуванням на Окінаві (1995)
Інцидент зі зґвалтуванням на Окінаві стався 4 вересня 1995 року, коли троє американських солдатів викрали та зґвалтували 12-річну школярку.

## Злочин
4 вересня 1995 року військовослужбовці американської бази Camp Hansen Маркус Гілл, Родрік Харп і Кенріх Ледет затягли японську школярку в автомобіль, побили та зв'язали її, здійснивши потім групове зґвалтування. Злочин викликав масштабні акції протесту японців проти присутності військ США на острові.
У березні 1996 року Маркус Гілл і Родрік Харп були засуджені до семи років в'язниці, а Кенріх Ледет, який заперечував, що він ґвалтував жертву, отримав 6,5 років. Крім того, суд зобов'язав їх виплатити моральну компенсацію сім'ї жертви. У 2001 році на волю вийшов Ледет, а у 2003-му — Гілл і Харп.

## Інші злочини
У 2002 році сержанта ВПС США засуджено японським судом до тюремного ув'язнення за зґвалтування. У 2003 році окружний суд міста Наха засудив до 3,5 років в'язниці капрала морської піхоти США, що побив і зґвалтував 19-річну дівчину. У лютому 2008 року американського морського піхотинця було заарештовано за звинуваченням у зґвалтуванні 14-річної дівчинки в місті Тятан на Окінаві. Пригода викликала на сполох місцевих жителів, вчителі наказали ходити дітям у супроводі дорослих. МЗС Японії та губернатор префектури Окінава висловили протест американському уряду.